# Alan North (motorcoureur)

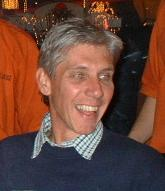
Alan North (2003)

Alan North (Durban, 15 augustus 1953) is een voormalig Zuid-Afrikaans motorcoureur.
North reed zijn eerste wedstrijd in 1969 in Zuid-Afrika op een 50 cc-machine. In 1975 haalde Henny ten Dam Alan en zijn vriendin Karen Ekerold naar Nederland om te gaan rijden voor zijn conservenbedrijf Wilddam.
Alan reed veel races (250, 350, 500cc en formule 750) in Nederland waarin hij vele successen boekte. Zijn eerste Grand Prix was op de TT Assen 1975 waar hij startte in de 250cc en de 350cc. Tussen 1975 en 1980 reed hij vrijwel alle Grand Prix, met als hoogtepunt de Grand Prix van Imola in Italië in 1977 waarin hij als eerste over de finish ging met een Yamaha 350cc.
Alan is ondertussen getrouwd met Karen Ekerold (de zus van motorcoureur Jon Ekerold) en heeft 2 kinderen genaamd Christy en Justin.

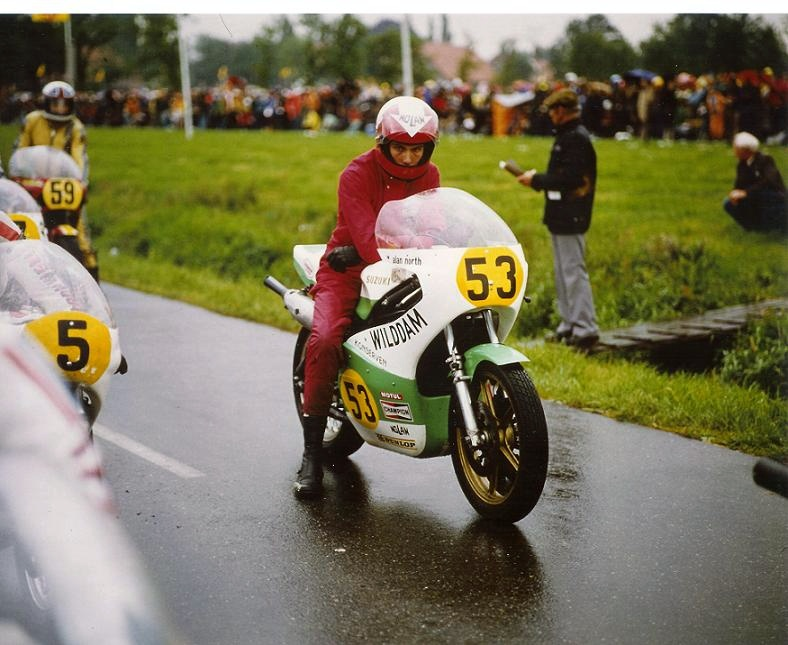
Alan North in Tubbergen 1977 op de Wilddam Suzuki RG500.